# Kunstgewerbemuseum
Il Kunstgewerbemuseum (Museo delle arti e mestieri) è un museo di Berlino, sito nel Kulturforum e dedicato alle arti applicate.

## Storia
Il Museo delle arti e mestieri di Berlino fu inaugurato nel 1867 come "Deutsches Gewerbe-Museum zu Berlin" con mostre dell'Esposizione Universale di Parigi del 1867. Inizialmente la collezione fu ospitata nel Martin-Gropius-Bau, fino a quando nel 1919 venne trasferita allo Stadtschloss. Nel 1940 il museo venne spostato all'interno dello Schloss Charlottenburg. L'attuale edificio che ospita il museo venne realizzato tra il 1978 e il 1985, su progetto di Rolf Gutbrod. Attualmente una parte della collezione del museo è esposta presso lo Schloss Köpenick.

## Collezione

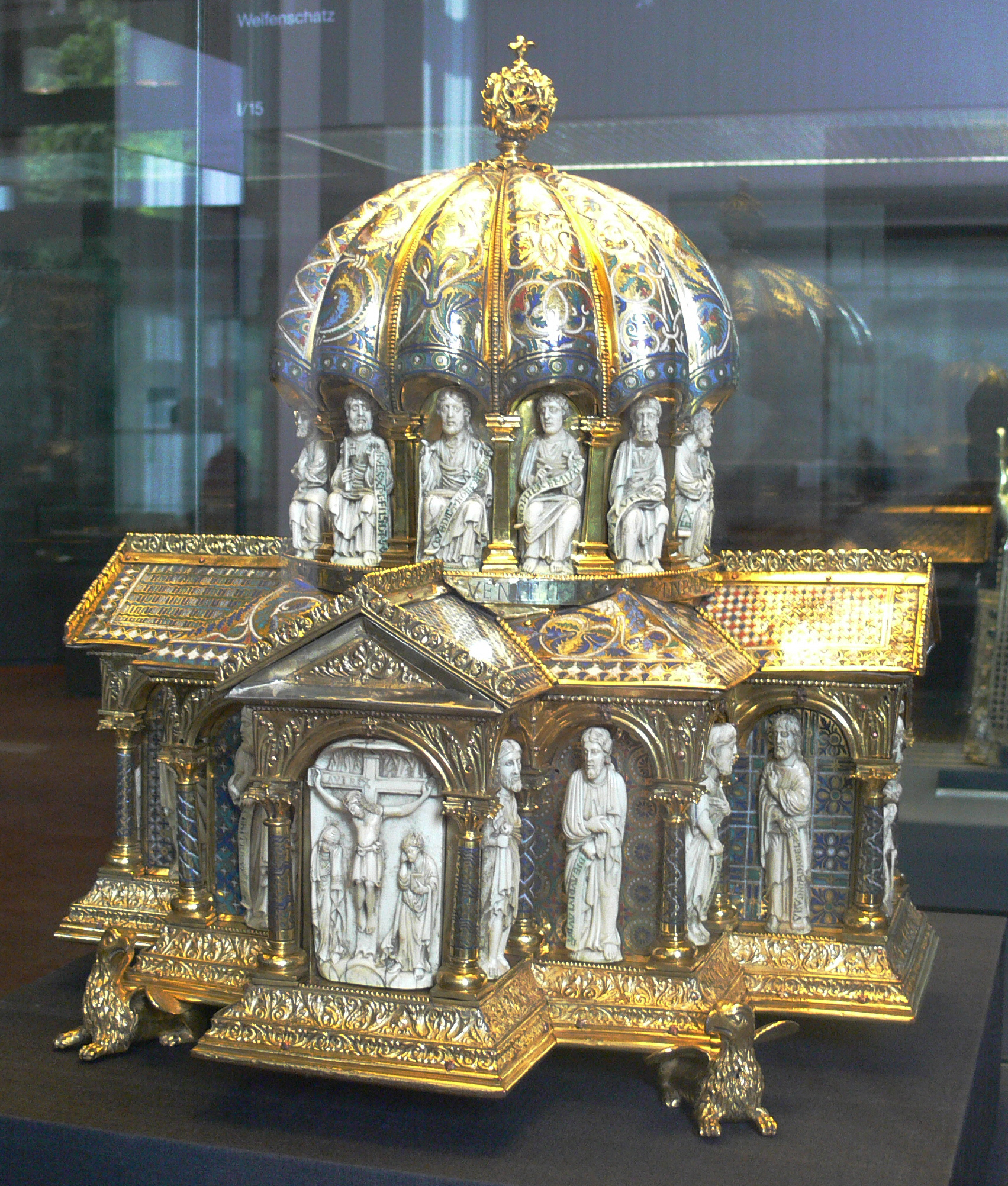
Reliquiario a cupola (Kuppelreliquiar) del Welfenschatz, fine del XII secolo, Kunstgewerbemuseum Berlino.

La collezione comprende innumerevoli oggetti d'arte dal Medioevo fino ai nostri giorni, tra i quali spicca il tesoro dei Guelfi (tedesco: Welfenschatz), collezione che consta di circa 40 pezzi, quasi tutti di oreficeria, tra cui ricordiamo i bracci-reliquiari (i cosiddetti "Armreliquiar") di San Lorenzo, San Cesario di Terracina, San Bartolomeo, San Teodoro e di Sant'Innocenzo, considerati una donazione di Enrico XII di Baviera, detto Enrico il Leone (1129 -1195), un rappresentante della dinastia dei Guelfi, Duca di Sassonia e di Baviera.
Una parte importante della collezione è rappresentata dagli oggetti ottenuti lavorando oro e altri metalli. Tra le altre cose, sono esposti pezzi di tesori d'arte medievali provenienti da importanti chiese di questo periodo. In particolare il museo conserva quanto rimanente del tesoro di Dionigi, conservato nella collegiata di San Dionigi a Enger fino al 1414, del quale un reliquiario carolingio a forma di borsa (la cosiddetta "Engerer Burse", costituisce il pezzo più rilevante.
Presso il museo sono inoltre conservate le collezioni di argenti provenienti dal tesoro della città di Lüneburg. La collezione comprende inoltre esempi di maioliche italiane, ceramiche tedesche e porcellane, arti tessili, ebanisteria, design moderno. I reperti delle corti dei principati italiani durante il periodo rinascimentale sono bronzi, arazzi, mobili, vetri veneziani e maioliche al piano terra. Al piano superiore si possono vedere tesori provenienti da camere d'arte barocca, oggetti di Delft e bicchieri barocchi. Inoltre, sono esposte porcellane europee, in particolare da Meißen e dalla manifattura reale di porcellana prussiana, decorazioni e stoviglie dal rococò, dal classicismo allo storicismo e all'Art Nouveau.